# Myrne (hromada Hulajpole)
Myrne (ukr. Мирне) – wieś na Ukrainie, w obwodzie zaporoskim, w rejonie połohowskim, w hromadzie Hulajpole. W 2001 liczyła 471 mieszkańców.